# Sylvie Bokoko
Sylvie Bokoko à Brazzaville est une écrivaine congolaise née le 11 juillet 1960.
Elle est l'autrice de Mafouaou dont la traduction en français est « veuve », qui comprend des fait de société.

## Biographie
Sylvie Bokoko naît le 11 juillet 1960 à Brazzaville, en République du Congo et grandit dans le quartier Poto-Poto de la capitale. Elle a six sœurs et trois frères. La langue utilisée dans sa famille est le lingala.
Après sa scolarité elle rejoint comme novice l’Ordre des Ursulines de Dakar et entre ensuite au couvent.

## Carrière littéraire
Sylvie Bokoko commence à écrire des poèmes depuis la classe de cinquième. Elle les faire lire à un ami qui lui conseille d'écrire des nouvelles. Il lui a fallu du temps pour travailler ses manuscrits et de la persévérance.
Elle remporte avec sa nouvelle Mafouaou un prix culturel attribué par le ministère de la Culture du Sénégal. La nouvelle est publiée en 1982 aux Nouvelles éditions africaines de Dakar.

## Œuvre
Elle est l'auteure de Mafouaou, qui veut dire veuve dans l'une des langues en République du Congo. C'est une histoire qui retrace la situation pénible d'une veuve qui doit refaire sa vie puisque la famille de son défunt mari lui a ravit l'héritage auquel elle a droit. Ce traitement des veuves est courant au Sénégal et dénoncé par Sylvie Bokoko dans sa nouvelle.